# Northville (Comtat de Suffolk)
Northville és una concentració de població designada pel cens del Comtat de Suffolk (Nova York) als Estats Units d'Amèrica. Segons el cens dels Estats Units del 2000 tenia 801 habitants.

## Demografia
Segons el cens del 2000 Northville tenia 801 habitants, 296 habitatges, i 224 famílies. La densitat de població era de 41,7 habitants per km².
Dels 296 habitatges en un 30,7% hi vivien nens de menys de 18 anys, en un 65,9% hi vivien parelles casades, en un 6,1% dones solteres, i en un 24% no eren unitats familiars. En el 18,6% dels habitatges hi vivien persones soles el 7,1% de les quals corresponia a persones de 65 anys o més que vivien soles. El nombre mitjà de persones vivint en cada habitatge era de 2,59 i el nombre mitjà de persones que vivien en cada família era de 2,96.
Per edats la població es repartia de la següent manera: un 22,3% tenia menys de 18 anys, un 4,7% entre 18 i 24, un 30,2% entre 25 i 44, un 27,6% de 45 a 60 i un 15,1% 65 anys o més.
L'edat mediana era de 41 anys. Per cada 100 dones de 18 o més anys hi havia 108,7 homes.
La renda mediana per habitatge era de 57.188 $ i la renda mediana per família de 68.571 $. Els homes tenien una renda mediana de 42.500 $ mentre que les dones 40.294 $. La renda per capita de la població era de 28.547 $. Cap de les famílies i el 2,6% de la població estaven per davall del llindar de pobresa.